# Galeodes perotis
Galeodes perotis är en spindeldjursart som beskrevs av Roewer 1934. Galeodes perotis ingår i släktet Galeodes och familjen Galeodidae. Inga underarter finns listade i Catalogue of Life.